# إبراهيم بن عبد الله السويل
الأستاذ إبراهيم بن عبد الله بن عبد العزيز بن عبد الله السويّل وزير الخارجية الـسعودي الأسبق ولد عام 1334 هـ في عنيزة. وهو أول نجدي يتخرج من جامعة القاهرة. عين وزيرا للخارجية في عهد الملك سـعود بتاريخ 3 رجب 1380 هـ / 22 ديسمبر 1960، حتى تاريخ 9 شوال عام 1381 هـ 11 ديسمبر 1961، (وهي الفترة التي استقال فيها الملك فيصل من رئاسة مجلس الوزراء).

## الأسرة والنشأة
ولد بمحافظة عنيزة لأسرة السويّل في عنيزة بمنطقة القصيم، من آل جناح من بني خالد وأخواله من (الخويطر). والده هو الشيخ عبد الله بن عبد العزيز السويّل إمام مسجد الجديد في عنيزة، وقد توفي في عنيزة وهو خارجاً ليؤم الناس لصلاة العصر، وكان قبل أن يستقر في عنيزة قد تولّى القضاء في الشرائع.

## قصته مع وزارة الخارجية
عينه الملك سعود وزيراً للخارجية الـسعودية في 22 ديسمبر 1960م واستمر حتى تاريخ 16 مارس عام 1962م.
كانت علاقته وطيدة بالملك فيصل وعندما استقال الفيصل من الخارجية، طلب منه الفيصل قبول المنصب كوزير خارجية خلفاً له، وقد قبل ذلك، وكان خلال فترة توليه وزارة الخارجية يستشير الفيصل في الأمور السياسية وحتى في الأمور العامة.
بعد ذلك عاد الملك فيصل ليتولى زمام الأمور بعد تنازل الملك سعود. وعندما تولى الفيصل الحكم سنة 1384 هـ عين الأستاذ إبراهيم السويّل في واشنطن كسفير للمملكة العربية السعودية هناك، خاصة وان المملكة كانت مقدمة على نقلة وتطور وفتح آفاق من العلاقات الدولية والتضامن الإسلامي، وظل إبراهيم السويّل في منصبه كسفير المملكة العربية السعودية في الولايات المتحدة الأمريكية حتى استشهاد الفيصل (أي: طوال فترة حكم الفيصل 11 سنــة). عاد إلى الرياض مع تولي الملك خالد بن عبد العزيز آل سعود ، وباشر عمله كمستشار في الديوان الملكي وعضواً في مجلس الوزراء.

## المناصب التي تولاها
- مستشار الملك سعود ورئيس الشعبة السياسية.
- دبلوماسي في السفارة السعودية في مصر- القاهرة.
- سفير السعودية في العراق.
- وزير الخارجية 1960م - 1961م.
- وزير الزراعة.
- سفير السعودية في الولايات المتحدة الأمريكية من 1964م إلى 1975م.
- مستشار في الديوان الملكي السعودي وعضو في مجلس الوزراء. من 1975م إلى 1977م.

## وفاته
توفي عن 65 عاماً وذلك على إثر أزمة قلبية مفاجئة فجر الجمعة الثاني من جمادي الثاني من عام 1397 هـ 